# Nova Hreblea, Romnî
Nova Hreblea (în ucraineană Нова Гребля) este localitatea de reședință a comunei Nova Hreblea din raionul Romnî, regiunea Sumî, Ucraina.

## Demografie
Componența lingvistică a localității Nova Hreblea
     Ucraineană (99,04%)
     Alte limbi (0,96%)
Conform recensământului din 2001, majoritatea populației localității Nova Hreblea era vorbitoare de ucraineană (99,04%), existând în minoritate și vorbitori de alte limbi.